# هیجان رفته‌است

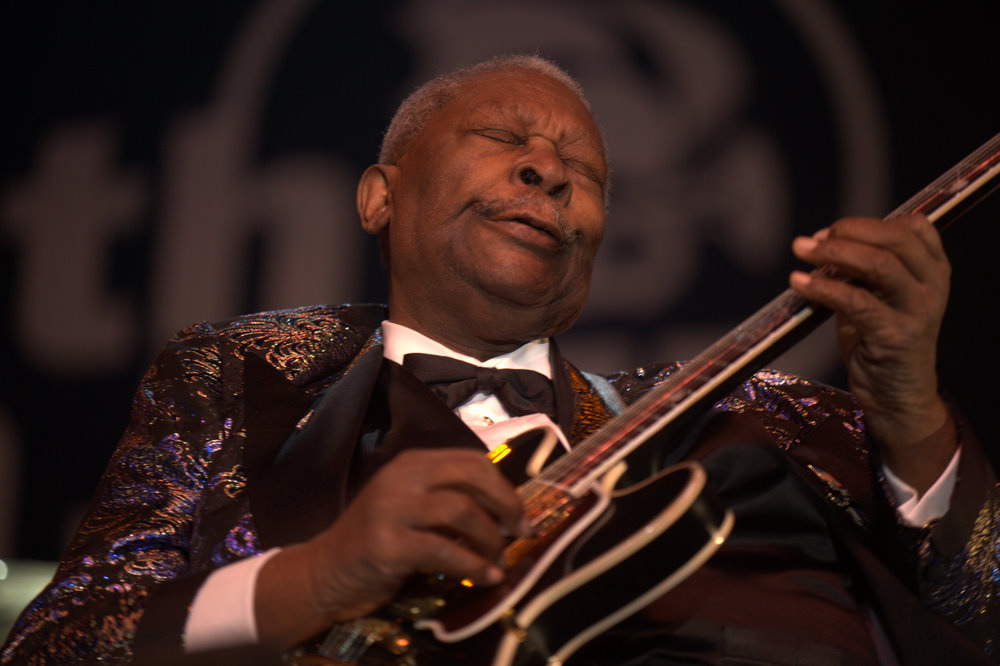
گیتاریست این گروه موسیقی

«هیجان رفته‌است» (انگلیسی: The Thrill Is Gone) تک‌آهنگی ساختهٔ ری هاوکینز و ریک درنل در ۱۹۵۱ است. نسخهٔ هاوکینز در آن سال به مقام ششم در بیلبورد سبک ریتم اند بلوز رسید. در دههٔ ۱۹۷۰، این قطعه به یکی از معروف‌ترین اجراهای بی.بی. کینگ تبدیل شد. پس از او بسیاری از موسیقیدانان بلوز و دیگر سبک‌ها، برداشت خود از ترانه را اجرا کردند.
از دیگر خوانندگانی که این ترانه را اجرا کرده‌اند می‌توان به: آرتا فرانکلین، لیدل میلتن، باربارا ماندرل، جری گارسیا، دیوید گریزمن و اریک کلپتون اشاره کرد.